# Leap Wireless
Leap Wireless est une entreprise américaine qui faisait partie de l'indice NASDAQ-100. Cet opérateur mobile a été racheté en juillet 2013 par la société AT&T.